# Liplje (Zvornik)
Pour les articles homonymes, voir Liplje.
Liplje (en serbe cyrillique : Липље) est un village de Bosnie-Herzégovine. Il est situé dans la municipalité de Zvornik et dans la république serbe de Bosnie. Selon les premiers résultats du recensement bosnien de 2013, il compte 507 habitants.

## Histoire
La localité a été créée en 2012.